# Цзи Дэнкуй
Цзи Дэнкуй (кит. 纪登奎; 17 марта 1923, Усян — 13 июля 1988, Пекин) — китайский коммунистический политик, активный маоист, сподвижник Мао Цзэдуна и Хуа Гофэна. В 1973—1980 — член Политбюро ЦК КПК, в 1975—1980 — заместитель премьера Госсовета КНР. В период реформ Дэн Сяопина отстранён от должностей и выведен из политики.

## Начало партийной карьеры
В 14-летнем возрасте примкнул к антияпонскому сопротивлению и вступил в КПК. Занимал партийные посты в провинции Хэнань. Командовал иррегулярными формированиями КПК, участвовал в боях, хотя, по собственному признанию, не приобрёл серьёзного военного опыта. Признавал также совершённые «по ошибке» убийства в ходе красного террора.
После прихода КПК к власти и провозглашения КНР в 1949 оставался на должностях в партаппарате Хэнани.

## Приближение к Мао Цзэдуну
В 1951 Хэнань посетил Мао Цзэдун. Цзи Дэнкуй имел встречу и предметный разговор с председателем ЦК КПК. Мао высоко оценил его деятельность и назначил главой парторганизации Сюйчана. В 1958—1961 — период Большого скачка — Цзи Дэнкуй был партийным секретарём Лояна. Отмечалось, что Цзи Дэнкуй проводил прагматичную социально-экономическую политику и сумел избежать на подведомственной территории хозяйственной катастрофы и массового голода, поразивших тогда КНР.
Мао Цзэдун благоволил Цзи Дэнкую и, несмотря на почти тридцатилетнюю разницу в возрасте, называл его своим «старым другом».

## В годы Культурной революции
В начале 1967, в разгар Культурной революции, Цзи Дэнкуй подвергся преследованию со стороны цзаофаней. Был освобождён в июле 1967. На следующий год возглавил провинциальный ревком и комитет КПК Хэнани. Предполагается, что освобождения Цзи Дэнкуя удалось добиться благодаря личным симпатиям Мао.
В 1969 Цзи Дэнкуй стал членом ЦК КПК и возглавил Политико-юридическую группу ЦК КПК, призванную координировать партийный контроль и политические репрессии (однако в 1970-х активность этой структуры снизилась). В 1970 кооптирован в Военный совет ЦК КПК и назначен политкомиссаром Пекинского военного округа. Участвовал в разоблачении «заговора Линь Бяо» в 1971. На X съезде КПК в 1973 Цзи Дэнкуй был введён в состав Политбюро ЦК КПК. В январе 1975 назначен заместителем премьера Госсовета КНР, отвечавшим в том числе за сельское хозяйство. К 1976 Цзи Дэнкуй приблизился к высшему эшелону партийно-государственной власти.
Цзи Дэнкуй был проводником ортодоксального маоистского курса, выступал против реформистских замыслов Дэн Сяопина. В то же время он конфликтовал и с «Бандой четырёх», поскольку ориентировался на Хуа Гофэна, а не на Цзян Цин.

## Подъём и падение
После смерти Мао Цзэдуна в сентябре 1976 года Цзи Дэнкуй поддержал Хуа Гофэна как преемника на посту председателя ЦК КПК. В начале октября 1976 года он сыграл видную роль в разгроме «Банды четырёх» (в частности, организовал перехват контроля над влиятельной партийной прессой).
Наряду с начальником партийной службы безопасности Ван Дунсином, мэром Пекина У Дэ и командующим Пекинским военным округом Чэнь Силянем, Цзи Дэнкуй принадлежал к ближайшему окружению Хуа Гофэна. Эта «Малая банда четырёх», как и сам Хуа Гофэн, выступала за продолжение прежнего маоистского курса, но без кровавых потрясений и авантюр, с которыми ассоциировалась группировка Цзян Цин.
Однако группа Хуа Гофэна потерпела поражение в противоборстве со сторонниками Дэн Сяопина, выдвигавшими программу реформ. В декабре 1978 года III пленум ЦК КПК концептуально утвердил сформулированную Дэн Сяопином Политику реформ и открытости. Цзи Дэнкуй, как и другие члены «Малой банды четырёх», подвергся на пленуме жёсткой критике (в частности, со стороны Сюй Шию), хотя принимал деятельное участие в формировании повестки и документов съезда по сельскохозяйственному развитию. Он был отстранён от занимаемых постов. Официально о его отставке было объявлено в начале 1980 года.
В последние годы жизни Цзи Дэнкуй работал научным сотрудником Научно-исследовательского центра развития сельских районов с 1982 года. Скончался от сердечного заболевания в возрасте 65 лет.